# Echiniscus bigranulatus
Echiniscus bigranulatus är en djurart som tillhör fylumet trögkrypare, och som beskrevs av Ferdinand Richters 1908. Echiniscus bigranulatus ingår i släktet Echiniscus och familjen Echiniscidae. Inga underarter finns listade i Catalogue of Life.